# Ela (Amoräer)
Ela oder Ilai II. (hebräisch אלעאי, auch Ila'a, Leja, Jela) war ein Amoräer der dritten Generation in Palästina. Er lebte und wirkte um das Jahr 300.
Er war neben Zera I. der bedeutendste Gelehrte zu Anfang des 4. Jahrhunderts in Tiberias und wurde von diesem wegen seines exegetischen Scharfsinns „Baumeister der Gesetzeslehre“ genannt.
Besonders bekannt ist sein haggadischer Ausspruch, dass sich der Charakter eines Menschen am deutlichsten „bekosso bekisso ubeka'asso“ (deutsch: beim Glas, d. h. beim Alkoholgenuss, bei Gelddingen und beim Zürnen) zeige (bab. Eruwin 65 b).
Ela war Lehrer Abins I., Jonas und Joses.